# Viking Press
Viking Press — американське книжкове видавництво. З 1975 року входить до складу видавничої групи Penguin Group Засноване в Нью-Йорку 1 березня 1925 року Гарольдом Гінзбургом і Джорджем Оппенгеймом. Назва та логотип компанії — вікінгський човен, намальований Роквеллом Кентом. Передбачалося, що логотип буде пробуджувати ідеї про відкриття та підприємливість, пов'язаними з образом вікінгів і самим словом «вікінг».
Видавництво стало рідним для багатьох видатних письменників, публіцистів і сценаристів. П'ятеро авторів, що видавалися в Viking Press, були нагороджені Нобелівською премією з літератури, а один отримав Нобелівську премію миру. Видання Viking Press також багаторазово нагороджували Пулітцерівською премією, Національної книжкової нагороди США та інших важливих літературних нагород.
До 2011 року Viking Press видавало, в середньому, близько 100 книг на рік. Видавництво знамените тим, що випускає як комерційно успішні художні твори, так і академічну літературу і публіцистику. Академічну літературу в м'якій обкладинці видає Penguin Books, а комерційну художню літературу — Signet Books або Putnam Books.
Підрозділ дитячої літератури Viking Children's Book було організовано в 1933 році. Редактором під час заснування був Мей Массі. Одним з імпринтів цього підрозділу є Viking Kestrel. Книги, що вийшли у цьому підрозділі, вигравали медалі Калдекотта і Ньюбері. Серед виданих дитячих творів — «Двадцять одна повітряна куля» Вільяма Пене дю Буа (1947 рік, медаль Ньюбері 1948 року), «Кордурой», «Дайте дорогу каченятам», «Огидна сирна людина» (1993), «Аутсайдери», «Пеппі Довгапанчоха», «Історія Фердинанда». Виданням дитячої літератури в м'яких обкладинках займається Puffin Books і його імпринти Speak і Firebird Books .

## Автори, які співпрацюють з видавництвом
Viking Press публікує книги таких письменників і громадських діячів:
- Абдалла II, король Йорданії
- Сол Беллоу
- Елізабет Гілберт
- Гелен Філдінг
- Грем Грін
- Джек Керуак
- Стівен Кінг
- Томас Пінчон
- Артур Міллер
- Джон Стейнбек